# Illa de Benguerra
Illa de Benguerra és una illa de Moçambic, la segona més gran de l'arxipèlag de Bazaruto, que es va separar del continent milers d'anys enrere. L'illa és d'aproximadament 55 quilòmetres quadrats (11 km de llarg x 5,5 km d'ample), i es troba a 14 quilòmetres mar endins. És famosa per les seves platges verges de sorra blanca, els seus llocs notables de busseig, passeigs a cavall i excel·lent pesca. Els exploradors portuguesos li van donar el nom de Santa Antonio.

## Hàbitat
L'illa Benguerra compta amb boscos, sabanes, llacs d'aigua dolça i amb ecosistemes d'aiguamolls que sustenten una població diversa tant en fauna com en flora. Es poden trobar cocodrils d'aigua dolça en els tres llacs, com a testimoniatge del passat continental de l'illa. El territori, que és la llar d'aproximadament 140 espècies d'aus, va ser declarat Parc Nacional de Bazaruto en 1971.